# SN 2009hk
SN 2009hk – supernowa typu Ia odkryta 11 lipca 2009 roku w galaktyce M-04-48-26. W momencie odkrycia miała maksymalną jasność 17,00m.